# Małgorzata Tudor
Małgorzata Tudor (ur. 28/29 listopada 1489 w Londynie, zm. 18 października 1541 w Perthshire) – królowa Szkocji w latach 1503–1513, później regentka w imieniu swego małoletniego syna. Małgorzata była drugim dzieckiem i najstarszą córką króla Anglii Henryka VII Tudora i Elżbiety York, córki króla Edwarda IV; młodszą siostrą Artura, księcia Walii i starszą króla Henryka VIII i Marii Tudor, królowej Francji.

## Królowa Szkocji
Najstarsza córka króla Henryka od kołyski była ważnym ogniwem w polityce zagranicznej ojca. Od jej narodzin trwały poszukiwania kandydata do jej ręki. Ostatecznie w 1495 r. Małgorzata została zaręczona z królem Szkocji Jakubem IV Stuartem. Umowę małżeńską podpisano we wrześniu 1497 r. Ślub miał się odbyć w najbliższym możliwym terminie.
24 stycznia 1502 r. Anglia i Szkocja podpisały „pokój wieczysty”. Tam postanowione zostało małżeństwo Jakuba i Małgorzaty, będące gwarancją stabilności pokoju. Małgorzata przybyła do Szkocji w 1503 r. Jej ślub z Jakubem odbył się 8 sierpnia w opactwie Holyrood w Edynburgu. W 1512 r. urodził się książę Jakub – następca tronu.

## Regentka Królestwa Szkocji
Pokój angielsko-szkocki przetrwał bez większych zawirowań do śmierci Henryka VII w 1509 r. Nowy król Anglii, Henryk VIII, w 1511 r. przystąpił do Ligi Świętej wymierzonej przeciwko Francji. Francję ze Szkocją łączyło przymierze zwane „Starym Sojuszem” (The Auld Alliance). Teraz Francuzi powołali się na warunki Starego Sojuszu i zażądali wypowiedzenia przez Szkocję wojny Anglii. Jakub IV spełnił te żądania. Zakończyło się to dla niego tragicznie. 9 września 1513 r. pod Flodden armia szkocka została zniszczona przez siły angielskie, zaś sam król Jakub zginął na polu bitwy. Następca tronu, teraz Jakub V, miał niewiele ponad rok. Szkocja ponownie stanęła w obliczu rządów regencyjnych.
Mimo iż królowa Małgorzata była przeciwna wojnie, Jakub IV w swojej ostatniej woli mianował ją regentką, ale tylko w czasie gdy będzie wdową. Po ewentualnym drugim małżeństwie Małgorzata miała stracić tytuł regentki. Parlament szkocki, który zebrał się w Stirling niedługo po bitwie, zatwierdził Małgorzatę na stanowisku regentki. Wokół niej zgrupowała się partia proangielska. Jednocześnie zwolennicy Starego Sojuszu wysunęli własnego kandydata do regencji – Jana Stewarta, 2. księcia Albany, stryjecznego brata Jakuba IV.
W 1514 r. Małgorzata doprowadziła do podpisania pokoju z Anglią. Jej pozycja w Szkocji była jednak bardzo niepewna. Aby ją wzmocnić poślubiła w 1514 r. Archibalda Douglasa, 6. hrabiego Angus, młodzieńca urodziwego, ale o miernej inteligencji („młody, tępy głupek”, jak nazywał Angusa jego wuj, Gavin Douglas). Małżeństwo to zaktywizowało partię profrancuską. Na mocy testamentu Jakuba IV, Małgorzata w wypadku kolejnego ślubu miała stracić tytuł regenta. We wrześniu 1514 r. Rada Królewska wezwała księcia Albany, który przebywał we Francji, aby wrócił i przejął regencję. Tymczasem Małgorzata udała się do Stirling biorąc ze sobą króla Jakuba i jego młodszego brata Aleksandra.
Albany przybył do Szkocji w maju 1515 r. W lipcu został uznany za regenta Królestwa. Niedługo później ruszył na Stirling. Królowa-wdowa po krótkim oporze poddała się w sierpniu. Młodzi książęta znaleźli się pod kuratelą Albany’ego. Małgorzata (będąc w ciąży z Angusem) udała się do Edynburga. Niedługo później jej brat zaproponował jej powrót do Anglii, ale Małgorzata odmówiła obawiając się, że jej wyjazd ściągnie groźbę utraty życia na jej dzieci i objęcie tronu przez Albany’ego.

## Walka o władzę
W 1517 r. Małgorzata zdecydowała się na ucieczkę ze Szkocji. Uciekła do Harbottle Castle, skąd później udała się do Londynu. W drodze dotarła do niej wieść o śmierci młodszego syna, księcia Ross. Angus bezskutecznie usiłował przekonać żonę do powrotu do Szkocji i pogodzenia się z regentem. Małgorzata przybyła do Londynu i zamieszkała w pałacu Scotland Yard.
Po upływie roku wróciła na północ, korzystając z tego, że Albany przebywał we Francji, pracując nad odnowieniem Starego Sojuszu. Tymczasem podpisano pokój między Anglią i Francją, co skończyło się aresztowaniem Albany’ego. Tymczasem Małgorzata zorientowała się, że jej mąż ją zdradza ze służącą lady Jane Stewart. Zdenerwowało ją to tym bardziej, że Angus żył wyłącznie za pieniądze żony. W październiku 1518 r. Małgorzata napisała do Henryka żądając rozwodu. Henryk się opierał, gdyż był przeciwny rozwodom (sam jednak rozwiódł się kilka razy, w późniejszym czasie ).
Do rozwodu chwilowo nie doszło, gdyż Małgorzatę pochłonęły intrygi polityczne w Szkocji. W 1520 r. doszło do potyczki na ulicach Edynburga między klanem Douglasów i Hamiltonów. Albany, który po fiasku negocjacji między Henrykiem VIII a królem Francji Franciszkiem I na Polu Złotogłowia odzyskał zaufanie dworu francuskiego i niedawno wrócił do Szkocji, próbował utrzymać spokój w kraju. W 1522 r. ponownie udał się do Francji. Korzystając z tego książę Norfolk na rozkaz Henryka VIII uderzył na pogranicze. Szybki powrót Albany’ego z francuskimi posiłkami zmusił Norfolka do wycofania się, ale Szkoci wciąż pamiętający Flodden nie odważyli się na kontynuację natarcia.
Albany próbował rządzić twardą ręką. Małgorzata ponownie musiała udać się na wygnanie, zaś czołowi jej stronnicy zostali ścięci. Taka polityka nie wzbudzała entuzjazmu wśród szkockich wielmożów. Pozbawiony większego poparcia Albany w maju 1524 r. opuścił Szkocję, by już nigdy do niej nie wrócić.
Małgorzata triumfowała. Jakub V ponownie trafił pod jej opiekę i został umieszczony w Edynburgu. Oficjalnie został uznany za pełnoprawnego władcę Szkocji, ale realną władzę uchwyciła jego matka razem z mężem i hrabią Arran. Rozpoczęło się budowanie pro-angielskiego stronnictwa w Szkocji. Działania te przerwał rozwód Małgorzaty i Angusa w 1527 r., co nastawiło wrogo do Małgorzaty klan Douglasów, którzy porwali Jakuba i umieścili go w pałacu Falkland.

## Ostatnie lata
Małgorzata postarała się o potwierdzenie rozwodu w Rzymie i poślubiła znacznie młodszego od siebie Henryka Stewarta. W 1528 r. jej syn uciekł z Falklandu i objął rządy samodzielne, ale matka i ojczym pozostali w jego łaskach. Henryk uzyskał nawet tytuł lorda Methven. W 1534 r. przyczyniła się do podpisania pokoju z Anglią, żyła również w dobrych relacjach z żonami syna – Magdaleną de Valois i Marią de Guise.
Małgorzata zmarła 18 października 1541 r. w Perthshire po ciężkiej chorobie i została pochowana w Carthusian Abbey of Saint John w Perth. Jej syn przeżył ją tylko o rok. Dzięki Małgorzacie Stuartowie posiedli prawa do tronu angielskiego. W roku 1603, po bezdzietnej śmierci ostatniej z Tudorów, Elżbiety I, bratanicy Małgorzaty, prawnuk królowej Szkocji Jakub VI wstąpił na tron Anglii jako Jakub I, doprowadzając do unii personalnej Anglii i Szkocji i zjednoczenia wyspy.

## Rodzina
8 sierpnia 1503 r. w Holyrood Abbey w Edynburgu Małgorzata poślubiła Jakuba IV Stuarta (17 marca 1473 – 9 września 1513), króla Szkocji, syna króla Jakuba III i Małgorzaty, córki króla Danii Chrystiana I. Mieli razem czterech synów:
- Jakub (21 lutego 1507 w Holyrood Palace – 27 lutego 1508 w Stirling), książę Rothesay
- nieznana z imienia córka (ur. i zm. 15 lipca 1508 w Stirling)
- Artur (20 października 1509 w Holyrood Palace – 14 lipca 1510 w Edynburgu), książę Rothesay
- Jakub V (10 kwietnia 1512 – 14 grudnia 1542), król Szkocji
- córka (ur. i zm. w listopadzie 1512 w Holyrood Palace)
- Aleksander (30 kwietnia 1514 w Stirling – 18 grudnia 1515 tamże), książę Ross

6 sierpnia 1514 r. poślubiła Archibalda Douglasa, 6. hrabiego Angus (1490 – styczeń 1557), syna George’a Douglasa, pana Angus i lady Elisabeth Drummond. Małżeństwo zakończyło się rozwodem 1527 r. Małgorzata i Archibald mieli razem jedną córkę:
- Małgorzata Douglas (8 października 1515 – 7 marca 1578), żona Mateusza Stewarta, 4. hrabiego Lennox. Ich syn Henryk Stuart, lord Darnley poślubił Marię I Stuart, córkę Jakuba V i był ojcem Jakuba I, króla Anglii i Szkocji.

3 marca 1528 r. Małgorzata poślubiła Henry’ego Stewarta, 1. lorda Methven (ok. 1495–1552), syna Andrew Stewarta, 2. lorda Avondale i Margaret Kennedy. Henryk i Małgorzata mieli razem jedną córkę:
- Dorota Stewart, zmarła w niemowlęctwie